# Neostylopyga badia
Neostylopyga badia es una especie de cucaracha del género Neostylopyga, familia Blattidae.

## Distribución
Esta especie se encuentra en República Democrática del Congo.